# Ralph Louis Cohen
Ralph Louis Cohen (né en 1952) est un mathématicien américain, spécialisé dans la Topologie algébrique et la topologie différentielle.

## Carrière
Cohen obtient son baccalauréat de l'Université du Michigan en 1973 et son doctorat en 1978 de l'Université Brandeis où il travaille sous la direction d'Edgar H. Brown. Sa thèse est intitulée On Odd Primary Stable Homotopy Theory. Il fait sa formation postdoctorale en tant qu'instructeur LE Dickson à l'Université de Chicago, puis devient professeur adjoint de mathématiques à l'Université Stanford en 1980. En 1983, il devient professeur agrégé et est promu professeur titulaire en 1987. Cohen est maintenant professeur de mathématiques Barbara Kimball Browning à Stanford. Il est directeur du département de mathématiques de 1992 à 1995, de 1999 à 2009, il est directeur du centre de recherche en mathématiques de Stanford et, de 2010 à 2016, doyen associé principal pour les sciences naturelles à la faculté des sciences humaines.
Cohen est professeur invité à l'Université de Princeton, à l'Université d'Oxford, à l'Université de Cambridge, à l'Université Paris-Diderot, à l'Université Sorbonne Paris Nord, à l'Université de Lille et à l'Université de Copenhague. Il est l'un des rédacteurs fondateurs du Journal of Topology et de Geometry & Topology.
Cohen est le directeur de thèse de plus de 30 doctorants, dont Ulrike Tillmann et Ernesto Lupercio (en).

## Recherches
En 1985, Cohen prouve la conjecture d'immersion, qui dit que chaque n-variété lisse et compacte a une immersion dans l'espace euclidien de dimension {\displaystyle 2n-\alpha (n)}, où {\displaystyle \alpha (n)} est le nombre de un dans le développement binaire de {\displaystyle n}. En 1991, Cohen, avec Frederick Cohen, Benjamin Mann et R. James Milgram donnent une description complète de la topologie algébrique de l'espace des fonctions rationnelles, et dans les années suivantes, il apporte plusieurs contributions à l'étude des espaces de modules connexes. En 1995, Cohen, John DS Jones et Graeme Segal introduisent une approche pour comprendre la théorie de l'homotopie sous-jacente à la théorie de l'homologie de Floer en géométrie symplectique. Depuis 2002, Cohen est l'un des développeurs et contributeurs de la théorie de la topologie des chaînes, qui a été introduite à l'origine par Moira Chas et Dennis Sullivan.
En 1995, Cohen est l'un des fondateurs du Stanford University Math Camp (SUMaC), un camp d'été pour les élèves du secondaire talentueux en mathématiques. En 2002, Cohen reçoit le Distinguished Teaching Award de l'Université de Stanford et, en 2005, il devient Bass Fellow in Undergraduate Education à Stanford.
En 1982, Cohen devient un Sloan Research Fellow. En 1983, il est conférencier invité au Congrès international des mathématiciens à Varsovie. En 1984, il reçoit le Prix présidentiel du jeune chercheur. En 1988, il reçoit un NSF International Award, en 2010, il siège au comité exécutif de l'American Mathematical Society et en 2012, il est élu membre de l'American Mathematical Society.

## Publications
- Cohen, « The immersion conjecture for differentiable manifolds », Annals of Mathematics, vol. 122, no 2,‎ 1985, p. 237–328 (DOI 10.2307/1971304, JSTOR 1971304, MR 808220)
- Cohen, Cohen, Mann et Milgram, « The topology of rational functions and divisors of surfaces », Acta Mathematica, vol. 166, nos 3–4,‎ 1991, p. 163–221 (DOI 10.1007/bf02398886, MR 1097023)
- Cohen, Lupercio et Segal, « Holomorphic spheres in loop groups and Bott periodicity », Asian Journal of Mathematics, vol. 3, no 4,‎ 1999, p. 801–818 (DOI 10.4310/ajm.1999.v3.n4.a5, MR 1797579)
- Cohen et Jones, « A homotopy theoretic realization of string topology », Mathematische Annalen, vol. 324, no 4,‎ 2002, p. 773–798 (DOI 10.1007/s00208-002-0362-0, MR 1942249, arXiv math/0107187, S2CID 16916132)
- Cohen et Jones, « Gauge theory and string topology », Boletín de la Sociedad Matemática Mexicana, vol. 23, no 1,‎ 2016, p. 233–255 (DOI 10.1007/s40590-016-0134-6, MR 3633134, arXiv 1304.0613, S2CID 118378937)
- Avec Kathryn Hess, Alexander A. Voronov: String Topology and Cyclic Homology, Birkhäuser 2006[2]
- Avec Gunnar Carlsson: The What, Where and Why of Mathematics. A handbook for Teachers. 1991.
- Avec Gunnar Carlsson: Topics in Algebra. 1999.